# Cascades 'Opaeka'a
Les cascades ʻŌpaekaʻ són unes cascades situades al rierol ʻŌpaekaʻ, al Parc Estatal del riu Wailua, al costat oriental de l'illa hawaiana de Kauai. Són unes cascades on l'aigua cau 46 metres sobre el basalt de les erupcions volcàniques de fa milions d'anys. A sota de la cresta, cap al barranc a través del qual cau l'aigua, es veuen els dics verticals de basalt que travessen els fluxos horitzontals de lava de Koloa.
El nom «ʻŌpaekaʻ» (del hawaià ʻopae (gamba) i kaʻa (rodar) significa «gamba rodant». El nom es remunta als dies en què la gamba d'aigua dolça autòctona Atyoida bisulcata era abundant en el rierol i es veia rodant i caient per les cascades i entre l'aigua de la base de les cascades.
Visualment es tracten d'unes cascades espectaculars i són unes de les poques cascades de l'illa que es poden veure des de la carretera. L'aigua del rierol flueix durant tot l'any i, per tant, no és estacional. Durant major part del temps l'aigua cau en una cascada doble, però les dues caigudes d'aigua es poden convertir-se en una després d'una forta pluja.
Hi ha una carretera que té una vista panoràmica sobre les cascades de 12 metres d'ample i de la part inferior del vall. El millor moment del dia per veure les cascades és quan hi ha llum del sol, què es quan l'aigua brilla més. Si el dia està ennuvolat, la vista és menys espectacular.

## Vistes des de la carretera
L'aparcament de la carretera ofereix una excel·lent visió general de les cascades ʻŌpaekaʻ. Es poden veure al fons els cims de les muntanyes Makeleha, mentre que les aus tropicals es posen a la vora de la vall. La millor vista de les cascades es veu caminant sortint de l'aparcament en direcció cap a les cascades, seguint la vorera que hi ha a l'aparcament.
El riu Wailua es pot veure a on es pot travessar la carretera, en la senyal de pas de vianants.

## Accès tancat

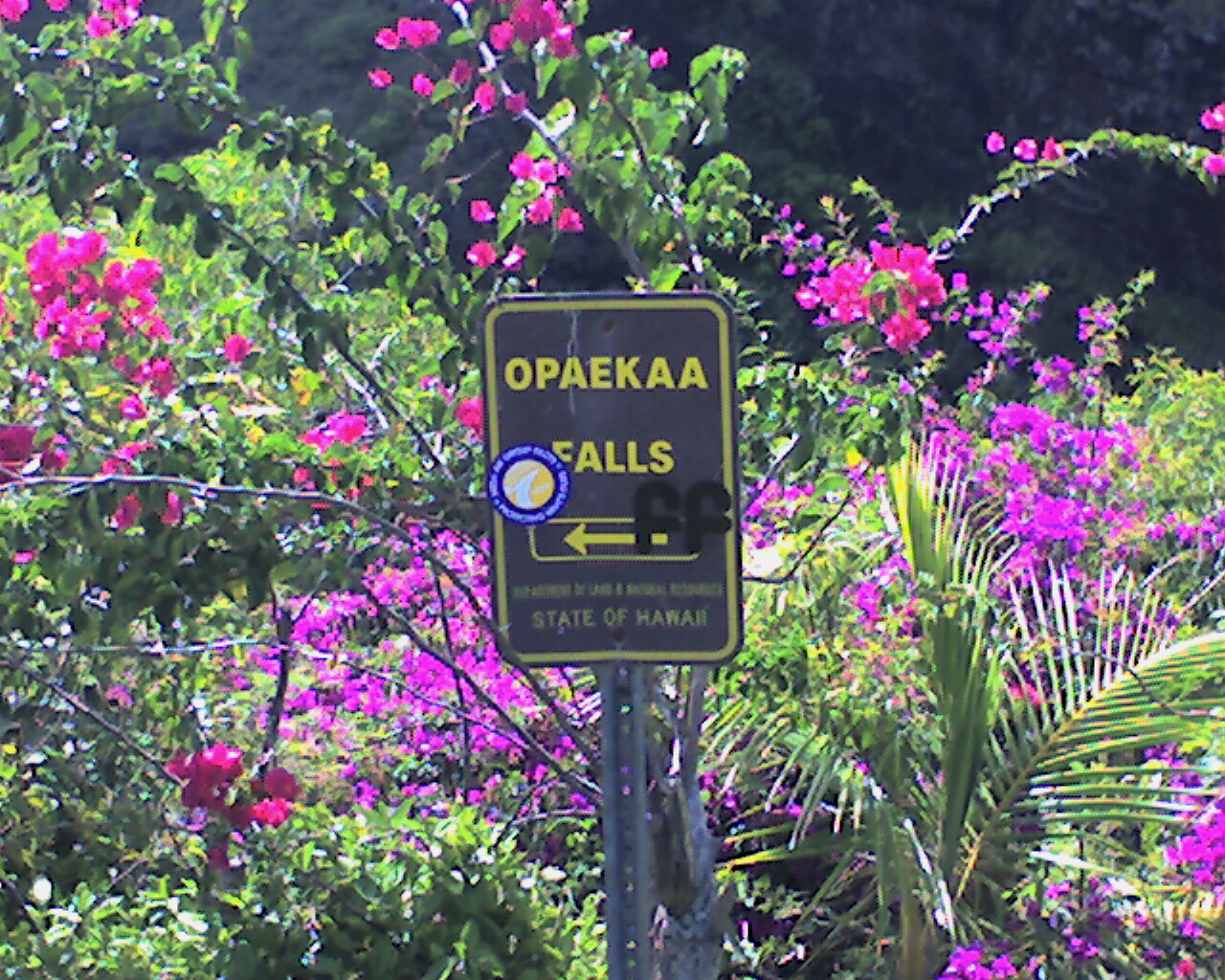
Senyal que indica on són les cascades

No és possible baixar cap a on l'aigua cau cap a la piscina de les cascades. El recorregut ha sigut bloquejat per una tanca d'acer des de l'any 2006, quan dues dones van caure per un camí rocós no oficial, però ben conegut, per accedir a la piscina. També es van trobar els cossos d'altres dos excursionistes a 11 metres de la piscina. En el moment en què van caure del camí, l'Estat ja havia instal·lat una senyal al principi del camí que deia «Perill, no passar - Condicions perilloses».
Això significa que actualment no es pot accedir ni a la part superior ni a la part inferior de les cascades. No obstant això, extraoficialment, hi ha camins per accedir als dos llocs, els anomenats «camins secrets», que es poden localitzar a través de guies, llocs web i per boca-orella. «És clar que tot allò que pugui semblar un camí al voltant d' ʻŌpaekaʻ no és un camí sancionat per l'estat», va dir el cap del sistema de rutes oficials de l'illa.
Els funcionaris del parc estatal han deixat clar que el camí mai ha format part del sistema oficial de rutes del parc i que la tanca d'acer que bloqueja el camí romandrà en el lloc. La violació del bloqueig es considera un delicte menor, amb una possible pena d'una multa de fins a 1.000$ i fins a 30 dies de presó.
El tancament d'aquestes rutes «no oficials» és molt controvertit, i molts excursionistes pensen que s'hauria de permetre les persones puguin decidir pel seu compte. Ells creuen que la senyal d'advertència i les altres mesures estatals són simplement un intent per evitar l'existència de demandes judicials.
Hi ha rumors que hi ha un camí de caçador de 9,7 km amagat que condueix a la base de les cascades, on es pot accedir a la piscina gran i profunda de la part inferior de les cascades. Molts neguen l'existència d'aquest camí a causa del perill de seguir aquests camins.

## Direcció
Una vegada a l'illa, es pot accedir a les cascades per la Route 580. A la milla 6,580, tres milles (5 km) cap a l'interior de l'illa, la Route 580 rep el nom de Kuamoʻo Road; aquest punt es troba a 15 milles (24 km) de l'aparcament de les cascades ʻŌpaekaʻ, que està a la part superior de la vall. La Route 580 passa per la part superior de la cresta que ha erosionat el riu Wailua.
No hi ha cap camí mantingut per l'Estat, ni a la part superior ni a la part inferior de les cascades, des de la Kuamo'o Road.

## Llocs d'interès propers
Al costat oposat de la carretera, a prop de les cascades, es troba l'antic temple relativament ben conservat de Poliʻahu Heiau, que també va ser un luakini. Porta el nom de la deessa de la neu, Poliʻahu, germana de Pele, la deessa del foc, el llampec, els volcans i la violència.
A prop també hi ha la campana de pedra, que es creu que va ser utilitzada pels antics hawaians per avisar dels perills. Quan es colpeja la campana amb una altra pedra es produeix un so distintiu de baixa freqüència que es pot escoltar almenys a un quilòmetre de distància.
Les cascades Wailua es troben a prop.